# 小国道路
小国道路（おぐにどうろ）は、新潟県岩船郡関川村大字金丸から山形県西置賜郡小国町大字松岡に至る事業中の国道113号のバイパス道路である。地域高規格道路新潟山形南部連絡道路の一部である。

## 概要
新潟山形南部連絡道路の一部として計画され、積雪による交通障害の影響を受けにくい信頼性の高い道路ネットワークの確保や、県境を跨いだ広域観光連携の推進を支援する幹線道路ネットワークの強化といった効果が期待されている。

### 路線データ
- 起点 : 新潟県岩船郡関川村大字金丸[1]
- 終点 : 山形県西置賜郡小国町大字松岡[1]
- 延長 : 12.7 km[1]
- 道路規格 : 第1種第3級[1]
- 道路幅員 : 13.5 m（土工部）/ 12.0 m（橋梁部・トンネル部）[1]
- 車線数 : 2車線[1]
- 車線幅員 : 3.5 m[1]
- 設計速度 : 80 km/h[1]

### インターチェンジなど
- IC番号欄の背景色が■である区間は既開通区間に存在する。施設欄の背景色が■である区間は未開通区間または未供用施設に該当する。未開通区間の名称は全て仮称である。

| 施設名   | 接続路線名                | 起点 から (km) | 備考                         | 所在地               |
| -------- | ------------------------- | -------------- | ---------------------------- | -------------------- |
| 金丸     | 国道113号（現道）         | 0.0            |                              | 新潟県岩船郡関川村   |
| 小国IC   | 山形県道261号五味沢小国線 |                |                              | 山形県西置賜郡小国町 |
| 岩井沢IC | 町道岩井沢麻枯沢線        |                | 南陽方面出入口のみのハーフIC | 山形県西置賜郡小国町 |
| 松岡     | 国道113号（現道）         | 12.7           |                              | 山形県西置賜郡小国町 |

## 沿革
- 2019年（平成31年・令和元年）度 : 事業化[1]。
- 2021年（令和3年）度 : 用地着手[2]。
- 2023年（令和5年）11月12日 : 山形県側 (10.6 km) が着工[3][4][5]。

## 道路施設

### 主要構造物
- （仮称）県境トンネル (1,557 m)[2]
- （仮称）玉川橋 (90 m)[2]
- （仮称）小国トンネル (2,997 m)[2]
- （仮称）横川跨線橋 (272 m)[2]
- （仮称）増岡跨道橋 (43 m)[2]
- （仮称）田沢川橋 (34 m)[2]
- （仮称）大沢川橋 (32 m)[2]
- （仮称）松岡跨線橋 (121 m)[2]